# Leroy Colquhoun
Leroy Colquhoun (ur. 1 marca 1980) – jamajski lekkoatleta, sprinter i płotkarz.
Największe sukcesy w dotychczasowej karierze odnosi razem z jamajską sztafetą 4 x 400 metrów:
- brązowy medal Mistrzostw Świata Juniorów w Lekkoatletyce (Annecy 1998)
- złoty medal na Halowych Mistrzostwach Świata w Lekkoatletyce (Birmingham 2003)
- złoto podczas Halowych Mistrzostw Świata w Lekkoatletyce (Budapeszt 2004)

## Rekordy życiowe
- bieg na 400 m - 45.50 (2001)
- bieg na 400 m przez płotki - 48.79 (2005)
- bieg na 400 m (hala) - 46.16 (2000)